# Билс (лунный кратер)
Кратер Билс (лат. Beals) — ударный кратер у восточного лимба видимой стороны Луны. Название дано в честь канадского астронома Карлайла Смита Билза (1899—1979) и утверждено Международным астрономическим союзом в 1982 г.

## Описание кратера
Ближайшими соседями кратера являются кратер Гаусс на западе; кратер Риман на северо-востоке, вал которого частично перекрыт кратером Билс и кратер Вестин на юго-востоке. Селенографические координаты центра кратера — 37°07′ с. ш. 86°35′ в. д. / 37,11° с. ш. 86,58° в. д., диаметр — 53 км, глубина — 3150 м.
Вал кратера незначительно разрушен, следы существенных импактов по периметру кратера отсутствуют. Высота вала над окружающей местностью составляет около 1100 м, объем кратера приблизительно 1800 км3. Внутренний склон вала на северо-востоке несколько уже; южная часть вала имеет неправильную форму. В чаше кратера находится несколько узких невысоких хребтов.
До получения собственного наименования в 1982 г. кратер имел обозначение Риман А (в системе обозначений так называемых сателлитных кратеров, расположенных в окрестностях кратера, имеющего собственное наименование).

## Сателлитные кратеры
Отсутствуют.